# Shindo Laboratory
Shindo Laboratory (jap. 新藤ラボ, Shindō Labo) ist ein japanischer Audio-Geräte-Hersteller, Familienbetrieb, benannt nach dem Firmengründer Ken Shindō. Die Firma wurde offiziell 1977 gegründet, Shindo produziert jedoch schon seit 1974. Verkaufsleiterin ist Kens Gattin Harumi Shindō. Das Logo der in Bunkyō, Tokio ansässigen Firma zeigt einen Schwan.
Shindo stellt hauptsächlich Röhrenverstärker der gehobenen bis höchsten Preisklasse her, bietet aber auch einen Schallplattenspieler, Anpassungsübertrager für CD-Spieler sowie Kabel und Lautsprecher an. Letztere sind meist Spezialanfertigungen im Kundenauftrag.

## Besonderheiten
Die Verstärker sind in dem für Shindo Laboratory charakteristischen Grün gehalten und die neueren Geräte nach französischen Weingütern und Weinanbaugebieten benannt, z. B. Tonarm: Meursault, Vollverstärker: LePin, Vorstufen: Partager, Aurièges, Mazeris Bellevus, Masseto (italienisch), Vosne-Romanée, Montrose, Giscours, Petrus, Endstufen: Pavillon Rouge, Palmer, Montille, Montrachet, Corton, Talbot, Cortese (eigentlich eine Traubensorte), Haut Brion, Lafon, Richebourg, Lautsprecher: Lafite, Latour. Die geschmacklichen Eigenschaften der Weine sollen dabei für die jeweiligen klanglichen Charakter der Geräte stehen.
Auch die Namen früherer Produkte sind als Versinnbildlichung ihrer klanglichen Wirkung zu verstehen, z. B. Übertrager: Arome, Vollverstärker: Appetite, Vorstufen: Elegante, Claret, Allegro, Catherine, Endstufen: Concertino, Grazioso, Cantabile, Concerto, Sinhonia, Lautsprecher: Etude, Crescendo.
Die ältesten Geräte, die auch noch nicht immer grüne, sondern zum Teil auch silbergraue oder braune Gehäuse hatten, waren hingegen nur mit Kürzeln als Gerätebezeichnung versehen, z. B. Übertrager: Model 101, Model 708, MR. T (Netztransformator), WE 170B, WE 618, Vorverstärker: Model 77, RA 1474 (Vorläufer von Giscours), RA 1561 (Vorläufer von Catherine), RA 1857, Endstufen: Model 26, 64B, 6B4G, 6B6GB, A124B, MA 288S, RA 42, RA 124 (Vorläufer von Richebourg 6L6), RA 186 (Vorläufer von Richebourg 300B), RA 252, RA 342, RA 349, RA 421, WE 300B.
Eine Besonderheit von Shindos Produkten besteht darin, dass sie von westlicher Studio- und Kinotechnik aus den 30er bis 50er Jahren inspiriert sind – insbesondere von Geräten der US-amerikanischen Firmen Western Electric und Altec Lansing. Letzteren hat Shindo auch die grünen Gehäuse abgeschaut. Die Namen von Shindos ersten Geräte waren auch noch direkt von den historischen Vorbildern übernommen. (Die RA-Bezeichnungen gehen zum Beispiel auf Kino-Verstärker von Western Electric bzw. von deren englischer Tochterfirma Westrex zurück.)
Shindo setzt beim Bau seiner Geräte auch historische Fertigungstechniken (z. B. Lötstützpunkt-Freiverdrahtung bei den Verstärkern) und Bauteile (Röhren, Kondensatoren, Widerstände usw.) ein. Dabei handelt es sich vielfach um noch unbenutzte Ware aus alten Lagerbeständen (New Old Stock, NOS). Weil diese Vorräte begrenzt sind und immer ein Rest als Ersatzteile für die Kundenbetreuung zurückbehalten wird, können die entsprechenden Geräte nur in relativ kleinen Stückzahlen produziert werden. Shindo verwendet zugleich aber auch neue Bauteile und moderne Fertigungstechniken (z. B. CNC bei der Herstellung der Lager für seinen Plattenspieler und seinen Tonarm). Was Frequenzgang, Geräuschspannungsabstand und Verzerrungen anbelangt, entsprechen seine Geräte auch zeitgenössischen Standards.

## Vertrieb
Ursprünglich hat Shindo Laboratory vor allem für asiatische Kunden produziert. Seit ca. 1990 werden Shindos Produkte auch in Europa vertrieben. Wegen Verstoß gegen EG-Umweltschutzrichtlinien dürfen diejenigen Produkte (Röhrenverstärker), die Schwermetalle enthalten, ab dem 1. Juli 2006 jedoch nicht mehr in den europäischen Markt eingeführt werden. Erst seit ca. 2000 sind Shindo-Geräte auch auf dem US-Markt präsent.